# Manilkara bequaertii
Manilkara bequaertii är en tvåhjärtbladig växtart som först beskrevs av De Wild., och fick sitt nu gällande namn av Herman Johannes Lam. Manilkara bequaertii ingår i släktet Manilkara och familjen Sapotaceae.
Artens utbredningsområde är Kongo-Kinshasa. Inga underarter finns listade i Catalogue of Life.